# Abdelatif Baba Ahmed
 (septembre 2013).
Si vous disposez d'ouvrages ou d'articles de référence ou si vous connaissez des sites web de qualité traitant du thème abordé ici, merci de compléter l'article en donnant les références utiles à sa vérifiabilité et en les liant à la section « Notes et références ».
Abdelatif Baba Ahmed (né le 10 juin 1951 à Tlemcen et mort dans la même ville le 16 juillet 2023) est un universitaire algérien, ancien ministre de l'Éducation nationale.

## Carrière
Abdelatif Baba Ahmed a occupé plusieurs postes dans le domaine de l'éducation en Algérie. Il a été recteur de l'université de Blida de 2005 à 2012, avant d'être nommé ministre de l'Éducation nationale en 2012. Il a également occupé le poste de secrétaire général du ministère de l'Enseignement supérieur et de la Recherche scientifique de 2002 à 2004.
Il meurt le 16 juillet 2023.